# Der Januskopf
Der Januskopf é um filme de terror produzido em 1920 na Alemanha e dirigido por F. W. Murnau. É considerado um filme perdido.